# Coelioxys bicingulata
Coelioxys bicingulata är en biart som beskrevs av Holmberg 1918. Coelioxys bicingulata ingår i släktet kägelbin, och familjen buksamlarbin. Inga underarter finns listade i Catalogue of Life.